# Цыпнятов, Пётр Фёдорович
Пётр Фёдорович Цыпнято́в (1892, с. Павловское, Архангельская губерния — 13.08.1938, Уфа) — деятель ВКП(б), заведующий сельхозотделом Башкирского обкома ВКП(б). Входил в состав особой тройки НКВД СССР, внесудебного и, следовательно, неправосудного органа уголовного преследования.

## Биография
Пётр Фёдорович Цыпнятов родился в 1892 году в селе Павловское Архангельской губернии. Стал членом РКП(Б) в 1918 году. Большую часть своей жизни проработал в партийных структурах. В 1937 году являлся заведующим сельхозотделом и кандидатом в члены бюро Башкирского обкома ВКП(б). Этот период отмечен вхождением в состав особой тройки, созданной по приказу НКВД СССР от 30.07.1937 № 00447 и активным участием в сталинских репрессиях.

## Завершающий этап
Арестован 3 октября 1937 года. Приговорён выездной сессией ВКВС СССР 13 июля 1938 года к ВМН. Обвинялся по статьям 58-1а, 58-8, 58-11 УК РСФСР. Расстрелян в день вынесения приговора в Уфе. Реабилитирован 13 октября 1956 года.